# Madison Township (comté de Harrison, Missouri)
Pour les articles homonymes, voir Madison Township.
Madison Township est un township du comté de Harrison dans le Missouri, aux États-Unis,.
Le township est baptisé en référence à James Madison, 4e président des États-Unis.

## Source de la traduction
- (en) Cet article est partiellement ou en totalité issu de l’article de Wikipédia en anglais intitulé « Madison Township, Harrison County, Missouri » (voir la liste des auteurs).